# Rafał Maślak
Rafał Maślak (ur. 3 lutego 1989 w Międzyrzeczu) – polski fotomodel, Mister Polski 2014.

## Życiorys
Wychował się w Gorzycy. Ojciec Tomasz jest kierowcą ciężarówki, obecnie również fotomodelem. Ma dwóch braci: starszego Juliusza i młodszego Aleksandra, który również jest fotomodelem.
Z wykształcenia jest technikiem ekonomistą, pracował w fabryce, należał do ochotniczej straży pożarnej. Zmagał się z nadczynnością tarczycy.
W marcu 2014 zdobył tytuł Mistera Wielkopolski, a później – Mistera Polski 2014, dzięki czemu reprezentował Polskę w konkursie piękności Mister International w Seulu. W finale wyborów zdobył tytuł III Wicemistera International 2014 i Mistera International Internautów. Również w 2014 wystąpił w teledysku do piosenki zespołu Soleo „Zaczepka” (2014) oraz uczestniczył w drugiej edycji programu rozrywkowego Polsatu Dancing with the Stars. Taniec z gwiazdami. 
Był gospodarzem talk-show Randka z Maślakiem (2015). W 2016 uczestniczył w programie reality-show Agent – Gwiazdy, otworzył salon kosmetyczny „Akademia Semilac” i otrzymał statuetkę Gwiazdę Plejady w kategorii „gwiazda sieci”. W 2017 był jednym z jurorów programu rozrywkowego Polsatu #Supermodelka Plus Size. W 2019 był uczestnikiem programu Dance Dance Dance, wystąpił w jednym z odcinków Ninja Warrior Polska, a także dołączył do stałej ekipy serialu Barwy szczęścia, w którym wciela się w postać Alana.

### Życie prywatne
Od 2015 związany jest z Kamilą Nicpoń (ur. 1992), z którą 14 sierpnia 2018 wzięli ślub. Mają syna Maksymiliana (ur. 2019) oraz córkę Michalinę (ur. 2021).

## Filmografia
Źródło: Filmpolski.pl
- 2016: Druga szansa – jako on sam (odc. 8)
- 2017–2018: Na sygnale – jako strażak Rafał
- 2017: Na dobre i na złe – jako trener (odc. 679)
- 2018: Za marzenia – jako wuefista (odc. 12)
- od 2019: Barwy szczęścia – jako Alan